# ダスティン・ミリガン
ダスティン・ミリガン（Dustin Wallace Milligan, 1985年7月28日 - ）は、カナダの俳優。
ノースウエスト準州イエローナイフ生まれ。父親は地元の参事官だった。
テレビドラマ『新ビバリーヒルズ青春白書』にイーサン・ウォード役でレギュラー出演して有名になる。そこで共演したジェシカ・ストループと2010年8月に破局するまで、約2年間交際していた。

## 主な出演作品
- 男と女の大人可愛い恋愛法則 Man about Town (2006)
- ファイナル・デッドコースター Final Destination 3 (2006)
- スリザー Slither (2006)
- バタフライ・エフェクト2 The Butterfly Effect 2 (2006)
- ゴースト・ハウス The Messengers (2007)
- ランド・オブ・ウーマン/優しい雨の降る街で In the Land of Women (2007)
- マリオネット・ゲーム Butterfly on a Wheel (2007)
- スーパーナチュラル Supernatural (2008) (ゴーストフェイサーズのアラン・J・コルベット) テレビドラマ、ゲスト出演
- 新ビバリーヒルズ青春白書 90210 (2008-2009) テレビドラマ
- シンディにおまかせ Extract (2009)
- リピーターズ The Repeaters (2010)
- シャーク・ナイト Shark Night 3D (2011)
- ダークハウス Demonic (2015)
- ファミリー・マン ある父の決断 A Family Man (2016)
- シンプル・フェイバー A Simple Favor (2018)